# La Rose de Wörthersee
Pour plus de détails, voir Fiche technique et Distribution.
La Rose de Wörthersee (Du bist die Rose vom Wörthersee) est un film ouest-allemand réalisé par Hubert Marischka, sorti en 1952.
Le titre fait référence à la chanson schlager, composée en 1947 par Hans Lang, écrite par Erich Meder et utilisée comme thème par le film.

## Synopsis
Jack Milston est un compositeur à succès à Broadway. Dans sa nouvelle revue, la danseuse Kate Smith joue le rôle principal. Alors que les deux se connaissent mieux, ils tombent amoureux l'un de l'autre. Il s'avère qu'ils ont quelque chose en commun : ce sont des compatriotes autrichiens. Parce que les deux sont en proie au mal du pays, ils disent adieu au Nouveau Monde. Mais dès leur arrivée en Europe, ils se séparent déjà. Jack a des affaires en Allemagne et Kate, de son vrai nom Käthe Schmiedlechner, se rend chez sa sœur veuve Rosl, qui dirige l'hôtel "Karawankenblick" en Carinthie, au bord du Wörthersee. À la gare, elle entend prononcer son nom. Son père Ferdinand, financier à la retraite, l'attend. Il avait envoyé sa fille dans une école hôtelière américaine pour y suivre une formation. De sa carrière de danseuse, il ne soupçonne rien. Rosl et Ferdinand sont hors de propos quand, quelques jours plus tard, Jack Milston arrive en tant que fiancé de Käthe, aussi l'homme dont Rosl était amoureuse. Son père l'avait expulsé de la maison parce qu'il n'était qu'un musicien sans le sou. La déception est inscrite sur le visage de Thomas Führinger, le fils du boucher local. Il est toujours amoureux de Käthe et attend son retour avec impatience. Elle en a choisi un autre.
Peu à peu, Rosl et Jack ravivent leurs sentiments l'un pour l'autre. Quand ils sont assis ensemble dans le jardin de l’hôtel et qu’un accordéoniste accorde la chanson Du bist die Rose vom Wörthersee, que Jack a composée avant son voyage en Amérique pour Rosl, c’est la passion. Ils tombent dans les bras l'un de l'autre et s'embrassent. Käthe arrive et se rend compte qu'il est inutile de tenir Jack quand il aime une autre plus qu'elle ne l'aime. À la fin, il y a l'engagement entre le compositeur et la propriétaire de l'hôtel. Käthe se tourne vers le jeune Führinger.

## Fiche technique
- Titre français : La Rose de Wörthersee[1]
- Titre original : Du bist die Rose vom Wörthersee
- Réalisation : Hubert Marischka assisté de Franz Fiedler
- Scénario : Hubert Marischka, Rudolf Österreicher
- Musique : Hans Lang
- Direction artistique : Willi Herrmann
- Costumes : Gerdago
- Photographie : Bruno Timm (de)
- Son : Werner Maas
- Montage : Walter von Bonhorst (de)
- Production : Hubert Marischka
- Société de production : Algefa
- Société de distribution : Constantin Film
- Pays d'origine :  Allemagne de l'Ouest
- Langue : allemand
- Format : Noir et blanc - 1,37:1 - mono - 35 mm
- Genre : Romantique
- Durée : 100 minutes
- Dates de sortie :
  - Allemagne de l'Ouest : 5 décembre 1952.
  - Autriche : 5 janvier 1953.
  - France : 28 mai 1953[1].

## Distribution
- Curd Jürgens : Jack Milston
- Waltraut Haas : Kate Smith, de son vrai nom Käthe Schmiedlechner
- Marte Harell : Rosl Karnigg, propriétaire de l'hôtel Karawankenblick
- Hans Moser : Ferdinand Schmiedlechner, pensionierter Finanzbeamter
- Oskar Sima : Leopold Führinger, boucher
- Franz Marischka : Thomas, son fils
- Grethe Weiser : Hannelore Reichmeister, curiste de Berlin
- Ludwig Schmitz (de) : Leberecht Jülich, curiste de Cologne